# 菲佛 (阿肯色州)
菲佛（英語：Pfeiffer）是位於美國阿肯色州獨立縣的一個非建制地區。該地的面積和人口皆未知。

## 地理
菲佛的座標為35°49′26″N 91°35′16″W / 35.82389°N 91.58778°W，而該地的平均海拔高度為120米（即390英尺）。